# Francisco de Orellana

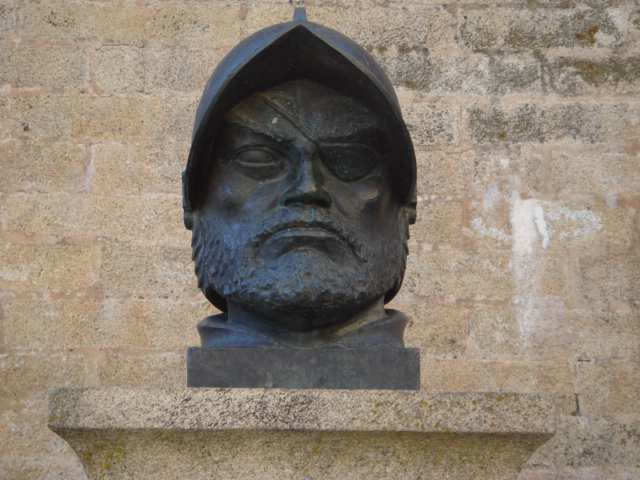
Büste von Francisco de Orellana in Trujillo

Francisco de Orellana (* 1511 in Trujillo, Spanien; † 1546) war ein spanischer Konquistador, der als erster Europäer den Amazonas von West nach Ost befuhr. Orellana war wahrscheinlich im Jahre 1527 in die Neue Welt gekommen. Als Francisco Pizarro zur Eroberung Perus aufbrach, zog er mit ihm in den Kampf. Bei der Eroberung von Cusco 1533 verlor Orellana ein Auge. Nach der Eroberung des Inkareiches ließ sich Orellana in Portoviejo im heutigen Ecuador nieder. Während des Bürgerkrieges zwischen Pizarro und Diego de Almagro kämpfte er auf der Seite Pizarros.

## Leben

### Durch den Regenwald
Im Jahre 1541 erklärte sich Orellana bereit, mit Francisco Pizarros jüngerem Bruder Gonzalo an einer Expedition jenseits der Anden teilzunehmen. Die Gonzalo-Pizarro-Expedition diente der Suche nach Zimtbäumen und nach dem sagenhaften Goldland Eldorado.
Insgesamt brachen 350 Spanier und 4.000 Indianer in Quito auf. Nach dem gefährlichen Abstieg in das Amazonas-Tiefland und monatelangem Suchen und Herumirren im Urwald kam man an einen großen Fluss, der ohne Schiff nicht überquert werden konnte. So wurde ein Basislager errichtet und mit Hilfe der einheimischen Indianer ein Schiff gebaut. Es wurde von Pater Carvajal „Victoria“ getauft. Nachdem man das Heer durch mehrere Fahrten übergesetzt hatte, wurde die Suche nach Eldorado fortgesetzt. Aber jetzt konnte die Ausrüstung mit dem Schiff transportiert werden.
Es war Regenzeit, und es dauerte nicht lange, bis jeder zweite Mann krank war. Auch Pizarro wurde von Malaria geschwächt. So blieb ihm nichts anderes übrig, als Orellana mit der Victoria, 57 seiner besten Leute und einem großen Teil der Ausrüstung als Tauschware den Fluss hinunterzuschicken. Er sollte Lebensmittel und ein zweites Schiff für das restliche Heer beschaffen. Nach seiner Rückkehr wollte man dann zu Wasser weiter ziehen.

### Amazonas
Am 25. Dezember 1541 startete die Expedition. Die Spanier fuhren etwa 1.000 Kilometer flussabwärts, konnten aber nichts Essbares finden. Die Mannschaft war schließlich dem Verhungern nahe, ohne dass sie den zurückgebliebenen Männern Proviant hätte bringen können.
Doch als die Hoffnung fast aufgegeben war, erreichten sie den Waldfluss Río Curaray, der in südöstlicher Richtung in den Río Napo mündet. Dort wurde mit Hilfe der einheimischen Indianer, der Cotos, ein zweites Schiff gebaut. Es wurde auf den Namen „San Pedro“ getauft.
Da weiterhin Regenzeit herrschte, wäre es zu mühsam und gefährlich gewesen, auf dem immer höher steigenden Fluss gegen die Strömung zurückzurudern. So wurde beschlossen, weiter flussabwärts zu fahren. Enttäuscht von Orellana, entschied sich Pizarro schließlich für die Aufgabe des Basislagers, um den Rückmarsch anzutreten. Mit weniger als 80 Überlebenden erreichte Pizarro ein halbes Jahr später Quito.
Die gefährliche Reise Orellanas auf dem Amazonas und seinen Nebenarmen wurde von ständigen Kämpfen mit indigenen Stämmen begleitet. Am 24. Juni 1542 kam es zu einer ungewöhnlichen Begegnung, über die der Mitreisende Dominikaner Fray Gaspar de Carvajal in seinem Tagebuch folgendes berichtet:

„Als wir dem Ufer immer näher kamen, begannen die Indios mit Pfeilen nach uns zu schießen, und da es zahlreiche Krieger waren, schien es, als regne es Pfeile. Aber unsere Arkebusiere und Armbruster waren auch nicht träge. Obwohl sie viele töteten, schienen es die Indios gar nicht zu merken, denn trotz des Schadens, der ihnen zugefügt wurde, machten sie unermüdlich weiter, indem die einen kämpften, die anderen Kriegstänze vollführten... Ich will, daß man erfährt, warum diese Indios sich auf solche Weise verteidigten. Es muß erklärt werden, daß sie tributpflichtige Untertanen der Amazonen sind. Als sie von unserem Kommen erfahren hatten, wandten sich die Indios mit der Bitte um Hilfe an diese, und es kamen so etwa zehn bis zwölf von ihnen, denn wir selbst sahen diese Frauen, die als weibliche Hauptleute in vorderster Front von allen Indios kämpften. Die Frauen sind sehr hellhäutig und groß und tragen langes Haar, das sie geflochten und um den Kopf gewickelt haben. Sie sind sehr kräftig und gehen ganz nackt, wobei allerdings ihre Schamteile bedeckt sind.“

Orellana stützte somit auch den antiken Mythos von Amazonen und beflügelte die Fantasie von europäischen Abenteurern. Aufgrund dessen erhielt der Fluss später seinen heutigen Namen Amazonas.
Schließlich erreichte Francisco de Orellana am 26. August 1542 das riesige Delta des Amazonas. Er hatte ein Dutzend seiner Begleiter durch Kämpfe verloren. Aber die Odyssee war noch nicht zu Ende, denn der nächstgelegene spanische Hafen befand sich auf Trinidad. Mehrere Wochen kämpfte Orellana sich mit seinen beiden wenig seetauglichen Schiffen an der Küste entlang. Die Schiffe verloren sich aus den Augen, erreichten allerdings schließlich Trinidad.

Route der Expedition (1541–1542) (interaktive Karte)

### Tod
Ein von Pizarro angestrengter Prozess gegen Orellana verlief im Sande; Kronprinz Philipp sprach ihn frei, woraufhin die Behörden Orellana zum Besitzer riesiger Ländereien am Amazonas erklärten. Um Beweise für seine Berichte einzuholen, rüstete Orellana eine zweite Expedition aus. Nach langen Verhandlungen übergab man ihm schließlich vier Schiffe, die aber so altersschwach waren, dass eines bei starkem Unwetter von der Flotte getrennt wurde und nicht mehr auftauchte. Die drei anderen erreichten die Amazonas-Mündung und landeten an einer großen Insel, wo mitgebrachte kleinere Flussboote zusammengesetzt wurden. Orellana startete dann mit einer großen Vorhut nach Manaus, wo er ein festes Lager anlegen wollte. Die restliche Mannschaft sollte weitere Flussbarken bauen und dann auf Nachricht warten, die sie allerdings auch nach einem Vierteljahr nicht mehr erreichte. So meuterte die Mannschaft gegen das Vorhaben und ließ Orellana und seine Vorhut zurück. Niemand von dem Trupp kehrte je zurück.
Orellana berichtete in seinen Aufzeichnungen von großen Städten und Millionen Menschen, welche die Ufer des Amazonas besiedelten. In Orellanas Erzählungen ist auch von reich bemalten kunstvollen Tongefäßen die Rede. Als spätere Expeditionen den Fluss befuhren, fanden sie nichts als Regenwald. Man glaubte, dass Orellana gelogen habe. Doch neueste Forschungen ergaben, dass es tatsächlich viele Menschen und große Städte gab – Anhaltspunkte dafür bieten die Terra preta sowie zahlreiche archäologische Ausgrabungen von Tongefäßen und Werkzeugen. Möglicherweise waren die Menschen an Epidemien zugrunde gegangen, die von den europäischen Eroberern eingeschleppt worden waren.
Nach Orellana sind in Ecuador die Provinz Orellana und die Stadt Puerto Francisco de Orellana benannt. Außerdem hat man dem Gewürz Annatto den botanischen Namen Orellana americana oder Bixa orellana gegeben.

## In der Fiktion
Im Film Indiana Jones und das Königreich des Kristallschädels ist de Orellana auf der Suche nach Eldorado im Urwald verschollen und gemeinsam mit einem (ebenfalls fiktiven) Kristallschädel begraben worden.
Der Roman El país de la canela (Caracas, 2008) des kolumbianischen Autors William Ospina basiert auf den historischen Ereignissen der Orellana-Expedition und gewann mit dem Premio Rómulo Gallegos eine der höchsten Auszeichnungen im Bereich der modernen lateinamerikanischen Literatur.